# 115 Thyra
Thyra /ˈθaɪərə/ (định danh hành tinh vi hình: 115 Thyra)  là một tiểu hành tinh khá lớn và sáng ở vành đai chính. Ngày 6 tháng 8 năm 1871, nhà thiên văn học người Mỹ gốc Canada James C. Watson phát hiện tiểu hành tinh Thyra khi ông thực hiện quan sát tại Đài quan sát Detroit và đặt tên nó theo tên Thyra, vợ Vua Gorm của Đan Mạch.